# Wolfgang Reichmann
(necrologio su Frankfurter Allgemeine Zeitung.)
Wolfgang Reichmann (Beuthen, 7 gennaio 1932 – Waltalingen, 7 maggio 1991) è stato un attore tedesco.
Tra cinema e - soprattutto - televisione, partecipò ad oltre un'ottantina di differenti produzioni, a partire dalla metà degli anni cinquanta, recitando in ruoli da protagonista in vari film TV.

## Biografia

### Morte
Wolfgang Reichmann muore d'infarto  il 7 maggio 1991 a Waltalingen, nei dintorni di Zurigo, all'età di 59 anni.

## Filmografia parziale

### Cinema
- Rosen-Resli (1954)
- Zwölftausend (1956)
- Storia di un disertore (1960)
- Nella morsa della SS (1960)
- Sabotaggio (1960)
- Troppo giovane per l'amore (Zu jung für die Liebe?), regia di Erika Balqué (1961)
- Accusa di omicidio (1961)
- Es muß nicht immer Kaviar sein (1961)
- Il gioco dell'assassino (1961)
- Diesmal muß es Kaviar sein (1961)
- Il processo (1962)
- Der Sittlichkeitsverbrecher (1963)
- Suzanne Simonin la religiosa (1966)
- Segni di vita (1968)
- Woyzeck, regia di Werner Herzog (1979)
- Le neveu de Beethoven (1985) - Ludwig van Beethoven
- La seconda vittoria (1987)
- Besuch (1989)
- Giorni felici a Clichy (1990)

### Televisione
- Der Kreidekreis - film TV (1961)
- Zu viele Köche - serie TV (1961)
- Advokat Patelin - film TV (1961)
- Wer einmal aus dem Blechnapf frißt - film TV (1962)
- Der Hexer - film TV (1963) - Ispettore Bliss
- Eine Dummheit macht auch der Gescheiteste - film TV (1963)
- Der Gefangene der Botschaft - film TV (1964)
- König Richard III - film TV (1964)
- Georges Dandin - film TV (1964)
- Der seidene Schuh - miniserie TV (1965) - Don Camillo
- Bongo Boy - film TV (1965)
- Alle mal herhören, auch die, die schwerhören..! - film TV (1966)
- Destry reitet wieder - film TV (1966)
- Von Mäusen und Menschen - film TV (1968)
- Othello - film TV (1968)
- Heute zwischen gestern und morgen - film TV (1968)
- Asche des Sieges - film TV (1969)
- Professor Sound und die Pille - Die unwahrscheinliche Geschichte einer Erfindung - film TV (1971)
- Fünfundsechzig - film TV (1971)
- Tatort - serie TV, 2 episodi (1971-1991)
- Gesang im Marmorbad - film TV (1973)
- Der zerbrochene Krug  - film TV (1974)
- König Heinrich IV. - film TV (1975)
- Die vollkommene Liebe - film TV (1976)
- Oblomows Liebe - film TV (1976)
- L'ispettore Derrick - ep. 03x10, regia di Alfred Weidenmann (1976)
- Il commissario Köster (Der Alte) - serie TV, 1 episodio (1977)
- Cronache marziane - miniserie TV (1980)
- L'ispettore Derrick - ep. 09x07, regia di Alfred Weidenmann (1982)
- Un caso per due - serie TV, 1 episodio (1984)
- Marie Ward - Zwischen Galgen und Glorie - film TV (1985)
- Mord am Pool - film TV (1986) - Cliff Jordan
- Auf Achse - serie TV, 1 episodio (1987)
- Peter Strohm - serie TV, 1 episodio (1989)
- Ricordi di guerra - miniserie TV (1989)
- La Paloma fliegt nicht mehr - film TV (1991)

## Premi e riconoscimenti
- 1969: Goldene Kamera come miglior attore tedesco per Von Mäusen und Menschen e Othello[1][3][4]
- 1985: Hersfeld-Preis[5]

## Opere su Wolfgang Reichmann
- 2010: Wolfgang Reichmann: Porträt eines großen Schauspielers, di Verena Naegele e Sibylle Ehrismann (con un saggio di Richard Merz)[1]